# Ирина Калинец
Ирина Калинец (укр. Іри́на Ону́фріївна Калине́ць; Лавов, 6. децембар 1940 — 31. јул 2012) је била украјинска песникиња, писац, активиста и совјетски дисидент током 1970-их. Била је супруга другог водећег совјетског дисидента, Игора Калинеца.

## Биографија
Рођена је 6. децембра 1940. у Лавову. Дипломирала је филологију на Универзитету у Лавову. Предавала је украјински језик и књижевност пре него што се придружила групи Shistdesyatnyky за људска права. Била је издавач забрањеног часописа о људским правима Український Вісник. Јавно је протестовала због притварања других дисидената, међу којима су били Нина Строката Караванска и Валентин Мороз. Ухапшена је заједно са активисткињама Надијом Свитличном и Стефанијом Шабатуром због писања о совјетској пропаганди. Осуђена је на шест година затвора и три године унутрашњег изгнанства у Совјетском Савезу.
Вратила се у Лавов 1981. године након што је одслужила казну. Била је заговорник украјинског покрета за независност, убрзо се придружила Меморијалу и Народном покрету Украјине. Када се Украјина одвојила од Совјетског Савеза 1991. године Калинец је изабрана у Врховном раду, као посланик у првом украјинском парламенту након стицања независности. Наставила је да објављује списе све док јој се здравље није погоршало. Преминула је након дуге болести 31. јула 2012.